# Emodepsid
 Emodepsid ist ein in der Tiermedizin eingesetztes Anthelminthikum mit einem breiten Wirkungsspektrum gegen Fadenwürmer. Es ist ein halbsynthetisches Derivat des Fermentationsprodukts des Pilzes Mycelia sterilia. Es ist in Kombination mit Praziquantel unter dem Markennamen Profender (Bayer AG) zur Anwendung auf der Haut (Spot-on) bei Katzen sowie in Tablettenform zur oralen Eingabe für Hunde sowie unter dem Handelsnamen Procox als orale Lösung in Kombination mit Toltrazuril für Hunde zugelassen.
Der Arzneistoff blockiert die neuromuskulären Synapsen des Pharynx und der Körpermuskulatur der Fadenwürmer und führt zu einer Lähmung der Parasiten. Der Wirkstoff reichert sich nach Applikation im Fettgewebe an und wird von dort langsam freigesetzt. Die Eliminationshalbwertszeit beträgt etwa 9 Tage.

## Nebenwirkungen
Gelegentlich kommt es bei Katzen an der Stelle der Anwendung zu weißlichen Rückständen oder zu Haarausfall. Bei der zehnfachen empfohlenen Tagesdosis kommt es zu einem leichten Speichelfluss und leichten Muskelkrämpfen, die nach Absetzen des Präparats wieder verschwinden. 
Bei Hunden sollte der Wirkstoff auf nüchternen Magen eingegeben werden, um eine langsame Freisetzung zu gewährleisten. Bei Hunden mit MDR1(-/-) hat der Wirkstoff eine geringe therapeutische Breite: Bereits bei Verdopplung der empfohlenen Dosis kann bei diesen Tieren Übelkeit und Gangunsicherheit auftreten. Bei allen anderen Hunden können diese Symptome sehr selten auch bei Verabreichung mit dem Futter und damit zu schneller Wirkstofffreisetzung vorkommen. Die Nebenwirkungen verschwinden ohne Behandlung binnen eines Tages, ein spezifisches Gegenmittel ist nicht bekannt.